# Adorján (keresztnév)
Az Adorján férfinév az Adrián név régi magyar alakváltozata. Jelentése: (a Velence tartományban levő) Hadria városából való, azaz: hadriai.

## Rokon nevek
Az Adorján anyakönyvezhető rokon nevei:
- Adriánó
- Adrián

## Gyakorisága
Az 1990-es években igen ritkán fordult elő. A 2000-es  és a 2010-es években nem szerepel a 100 leggyakrabban adott férfinév között.
A teljes népességre vonatkozóan a 2000-es és a 2010-es években az Adorján nem szerepelt a 100 leggyakrabban viselt férfinév között.

## Névnapok
- március 4.[2]
- március 5.[2]
- szeptember 8.[2]

## Híres Adorjánok
- I. Adorján pápa
- II. Adorján pápa
- III. Adorján pápa
- IV. Adorján pápa
- V. Adorján pápa
- VI. Adorján pápa
- Divéky Adorján történész